# Lars Renström
Lars Sture Renström, född 8 maj 1951, är en svensk företagsledare.
Renström är utbildad som civilingenjör vid Kungliga Tekniska högskolan och ekonomie kandidat och arbetade under 1980- och 1990-talet inom ABB och Ericsson. 1997 blev han divisionschef inom Atlas Copco, och 2000 blev han verkställande direktör och koncernchef för Seco Tools. Från 2004 till 2016 var Renström verkställande direktör och koncernchef för Alfa Laval. 2016 tillträdde han posten som styrelseordförande för Tetra Laval Group. Renström är även styrelseordförande för Assa Abloy.

## Utmärkelser
- H.M. Konungens Medalj i guld av 12:e storleken i Serafimerordens band
- Riddare av Hederslegionen
- Harvard Business Review: bästa verkställande direktörerna i världen[5]